# Neodym-magnet
 Der er for få eller ingen kildehenvisninger i denne artikel, hvilket er et problem. Du kan hjælpe ved at angive troværdige kilder til de påstande, som fremføres i artiklen.

En neodymium-magnet er den mest udbredte type af permanente magneter. De kaldes også neodym-magneter, NdFeB, neo-magnet og sommetider blot permanente magneter. Neodymium-magneter anvendes i en lang række produkter såsom elektriske motorer, højtalere, MR-skannere, montering af metalemner i vindmøller, skibe og fabrikker.
| Maskiner | Spire Denne artikel om maskiner, maskindele og apparater er en spire som bør udbygges. Du er velkommen til at hjælpe Wikipedia ved at udvide den. |